# Civilisation I
Civilization I é o quarto EP da banda britânica Kero Kero Bonito. Foi lançado em 30 de setembro de 2019, logo após o single "When the Fires Come". Em um comunicado de imprensa para seu EP de sequência, Civilization II, a banda descreve o EP como um álbum conceitual, onde eles "imaginaram uma realidade alternativa historicamente ambígua". O EP marca mais uma mudança no estilo musical da banda; evitando muitas das influências de shoegaze de TOTEP e Time 'n' Place, em vez de se basear fortemente no synth-pop e no dream pop. Liricamente, o EP explora conceitos de sociedade, guerra, religião e ambientalismo. A banda lançou uma continuação do EP em 21 de abril de 2021. Ambos os EPs foram fundidos em um álbum de compilação, intitulado simplesmente Civilization e lançado em 10 de setembro de 2021.

## Recepção
Tom Breihan, do Stereogum, diz que o EP é "frio e medido, [com] letras que contam uma história sobre um governo corrupto mantendo sua população escravizada e sobre a necessidade de revidar". Observando que o registro poderia ser sobre o futuro após o que acontece após as mudanças climáticas, Dean Brandt, da Flood Magazine, disse: "Se Time 'n' Place fosse sobre misturar nostalgia adolescente, mal-estar milenar contemporâneo e o assustador futuro próximo, Civilization I explode essa linha do tempo para cobrir o passado antigo do homem primitivo".

## Faixas
| N.º            | Título                | Duração |  |
| 1.             | "Battle Lines"        | 4:19    |  |
| 2.             | "When the Fires Come" | 3:40    |  |
| 3.             | "The River"           | 4:40    |  |
| Duração total: | Duração total:        | 12:39   |  |